# خانه دلوشی شماره (۲)
منزل دلوشی شماره (۲) مربوط به دوره قاجار است و در شهرستان چابهار، بخش مرکزی، روستای تیس واقع شده و این اثر در تاریخ ۱۱ مرداد ۱۳۸۴ با شمارهٔ ثبت ۱۲۳۳۸ به‌عنوان یکی از آثار ملی ایران به ثبت رسیده است.